# Bitter (automobile)
Pour les articles homonymes, voir Bitter.
Erich Bitter automobile GmbH (anciennement Bitter GmbH & Co. KG) est une entreprise allemande d'automobiles sportives de luxe, développées sur la base de modules Opel, dont le siège est à Schwelm.

## Histoire

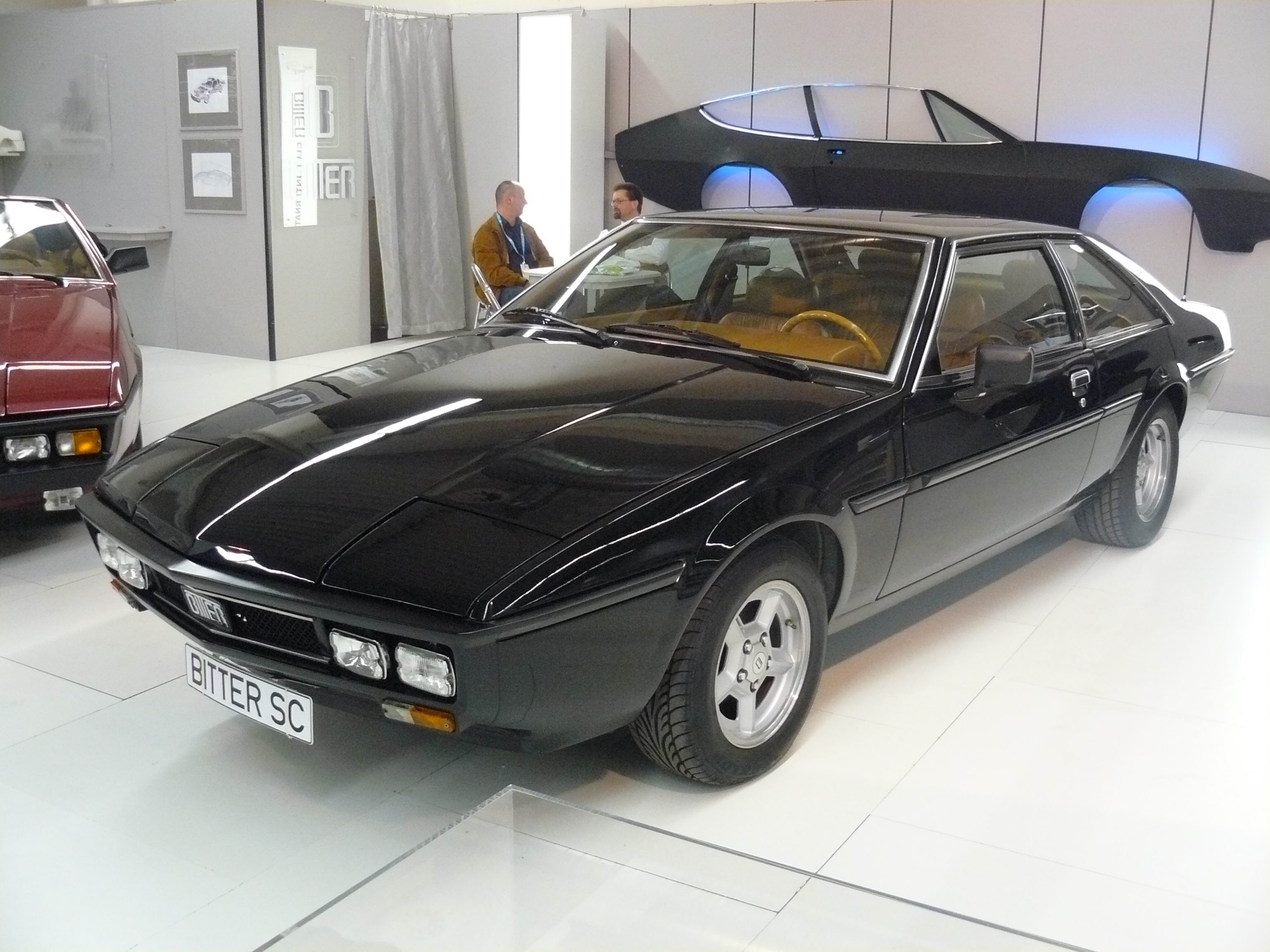
Bitter SC Coupé.

Né en Allemagne, Erich Bitter est dans les années 1960 pilote privé puis pilote d'usine chez Abarth à Turin, notamment au volant des 850 TC et 1000 TC, puis de la 1300 OT. Il abandonne la course en 1969, après avoir échappé à la mort lors d'un un accident au Nürburgring. Il monte dès en 1962 en Allemagne sa marque de kits et accessoires sport pour automobiles et habillement pour coureurs, Rally-Bitter, vite très populaire dans son pays. Il  devient importateur pour Abarth en 1969, puis pour la petite marque italienne Intermeccanica. Les véhicules de ce dernier s'avéraient si peu fiables qu'il décida en 1971 de développer ses propres véhicules à caractère sportif, avec la rigueur et les normes de qualité allemandes. 
Les premiers contacts avec Opel et avec son président Bob Lutz remontent à 1968, avec la mise au point de dérivés sportif, notamment la Rekord de 150 ch issue de la Rekord 1900. Encouragé par le designer Opel David Hollsde, il commence la production d'une sportive basée sur le concept Opel Coupé Diplomat présenté au Salon de l'automobile de Francfort de 1969 par le designer Opel d'alors, Charles Jordan, dont Hollsde avait été l'assistant. C'est ainsi que démarre la société Bitter GmbH, à Schwelm où vivait Bitter. La toute première Bitter CD est présentée au salon de Francfort 1973, et commercialisée dès 1974.
Bitter automobile fabrique entre 1973 et 1989  395 CD et 488 SC sur plate-forme Opel. Depuis 1984, plusieurs prototypes ont été créés par Bitter en veillant à conserver un faible volume de production, mais aucun d'entre eux n'ont été de vraies réussites commerciales. Il a notamment travaillé pour Volkswagen. Plus récemment, il a présenté une Bitter CD2 au Salon international de l'automobile de Genève 2003 sur base de Holden Monaro. Son modèle de 2007 est une 4 portes basée sur la plate-forme de la Holden Statesman.
Depuis une dizaine d'années,  Bitter, bénéficiant du prestige de sa marque,  propose une finition "by Bitter", luxueuse et personnalisée, de certains modèles Opel,  telles l'Opel Insignia,  l'Opel Adam et l'Opel Mokka  offrant toutes trois une version exclusive  appelée "Edition by Bitter".
Erich Bitter décède le 10 juillet 2023, peu avant son 90eme anniversaire.

## Modèles
1. 1974 Bitter CD (base Opel Diplomat)
2. 1984 Bitter Rallye GT (base Opel Manta)
3. 1988 Bitter Bitter SC (base Opel Omega 3000)
4. 1989 Bitter Bitter SC (trois variantes de carrosseries : coupé, cabriolet, berline)
5. 1991 Bitter Tasco 1991 Bitter Tasco
6. 1994 Bitter Berlina (Basis Opel Omega MV6), la présentation sur le Salon de l'automobile de Genève
7. 2003 Bitter CD2 (initialement prévue base Holden Monaro), 2004 au Salon de l'automobile de Genève sur la base de la Pontiac GTO)
8. 2007 Bitter Vero  (production prévue de base Holden Statesman)
9. 2009 Bitter Vero Sport (présenté au Salon de l'automobile de Genève)
10. 2010 Bitter Insignia

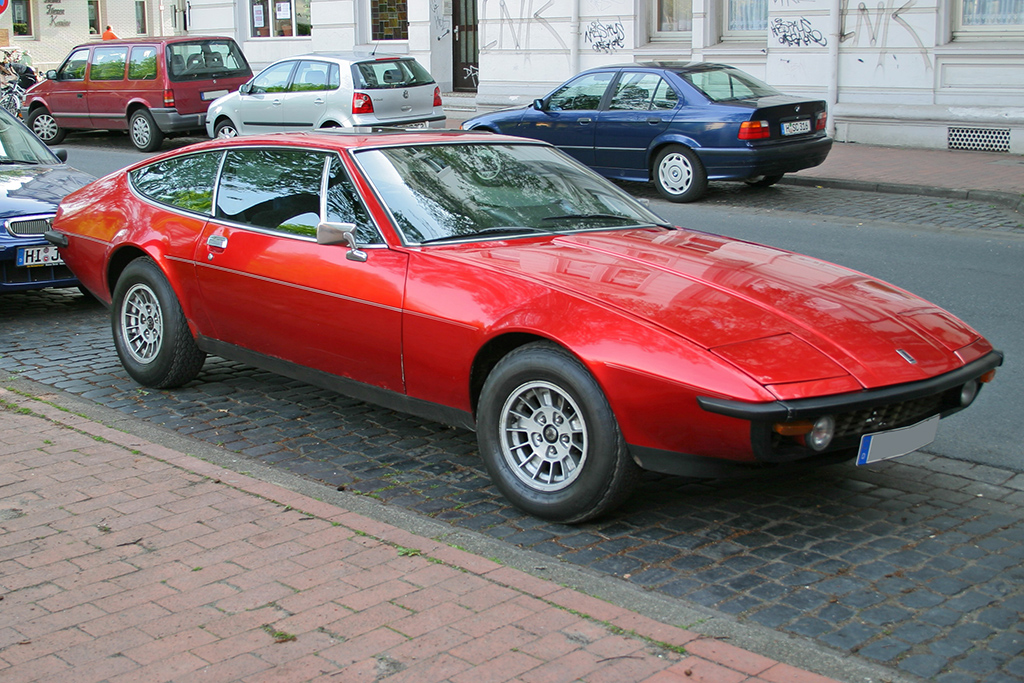
Bitter CD (1974)
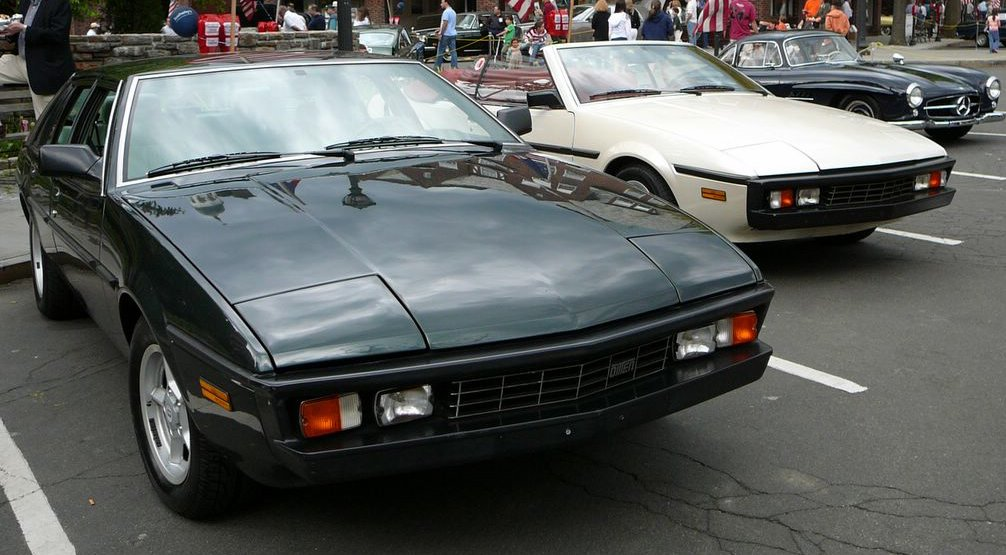
Bitter SC berline et cabriolet
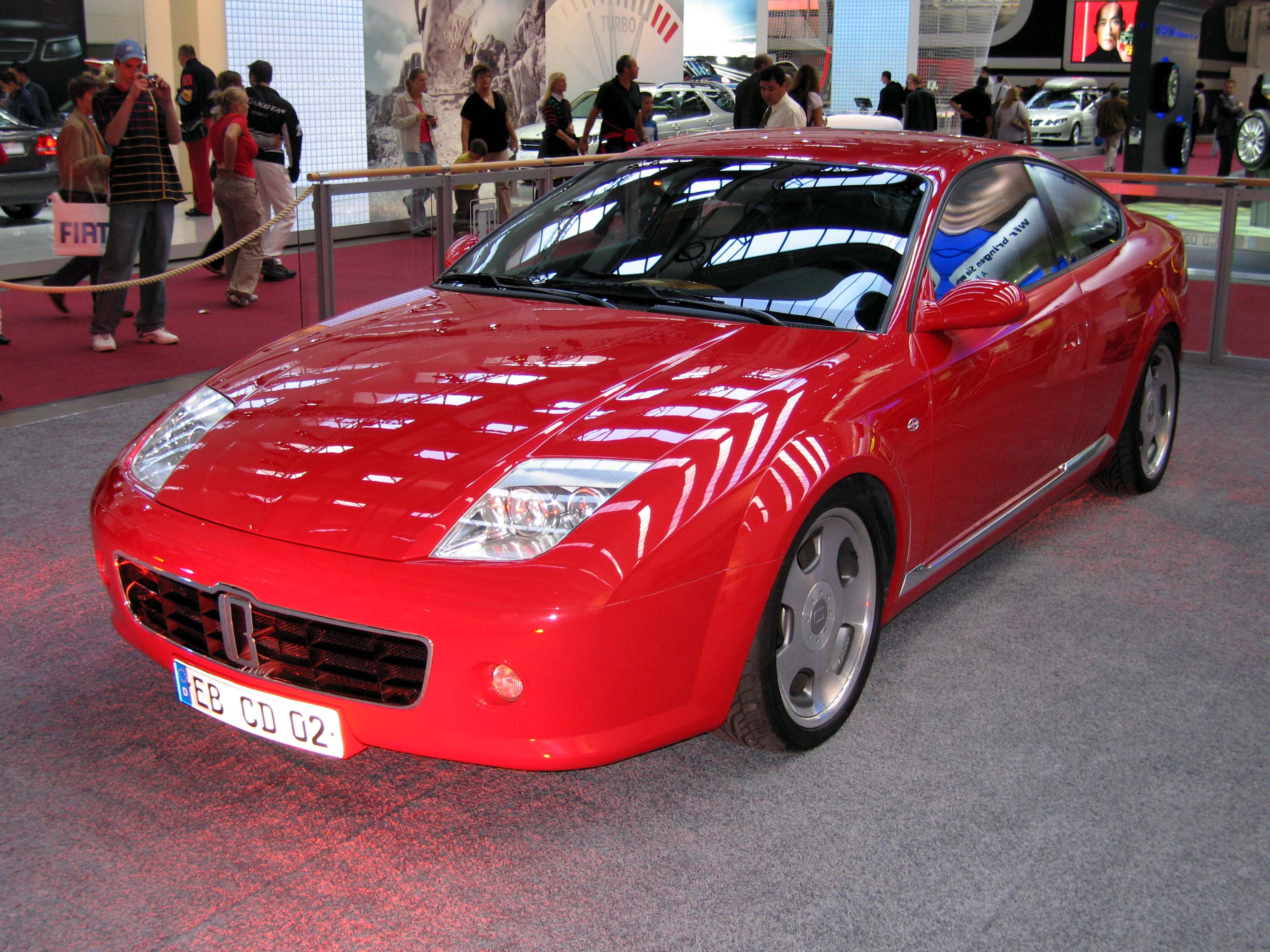
Bitter CD 2 (2003)
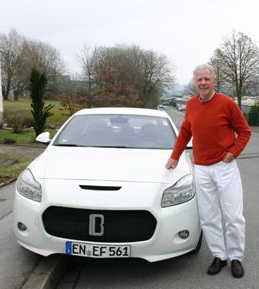
Erich Bitter et sa Bitter Insignia (2010)